# Malom Lujza
Borbereki Malom Lujza (Kolozsvár, 1821. – Kolozsvár, 1847. március 18.) költőnő. Álneve: Arpadina.

## Élete
Malom Zsigmond erdélyi kormányszéki tanácsos és farczádi Simó Rozália leánya. Anyja kitűnő gazdaasszony lévén, lányát is minden házi dologra megtanította; ő tartotta rendben a házat, kedvvel űzte a női munkákat, különösen kedvelte a fonást. Szerette a színházat, kitűnően zongorázott, orgonált és énekelt; egyszer Liszt Ferenc is meglátogatta és gyönyörrel hallgatta játékát. Értett latinul és beszélt a magyaron kívül németül, franciául, angolul, olaszul és bizonyosan oláhul is. Olvasta a világirodalmi remekeket, fejlesztve ízlését, kedélyét, jellemét. Szerette a bálokat is, a szellemes társaságokat kedvelte. Megismerkedett a környezetbeli írókkal és azok társaságában legjobban érezte magát; különösen Mike Sándorral volt szíves baráti viszonyban. 1845 augusztusában anyjával egy kis utazást tett Erdélyben, ezen utazásáról naplót írt. (Kézirata az erdélyi múzeum-egylet könyvtárában; részleteket közöl belőle Versényi). 1847. február 26-án egy hangversenyen meghűlt és március 18-án meghalt Kolozsvárott.
Költeményei jórészt a kolozsvári Nemzeti Társalkodóban (1839-40) és a pesti Társalkodóban, Honderűben (1847. II. 17. sz.); levelei, fordításai a Reményben, Honderűben (1847), Életképekben (1847. Izora), az Unio (1847) zsebkönyvben jelentek meg. Verseit Döbrentei Gábor akarta kiadni, de halála miatt e terv abbamaradt. Költeményei közül egyet németül Kerbeny közölt Albumában (Dresden, 1854).
Versei szépen összeírva megvannak az Erdélyi Múzeum-Egyesület könyvtárában, hova Mike Sándor hagyatékából kerültek; több regényt is fordított, melyek szintén kéziratban vannak.